# Яблуня сливолиста

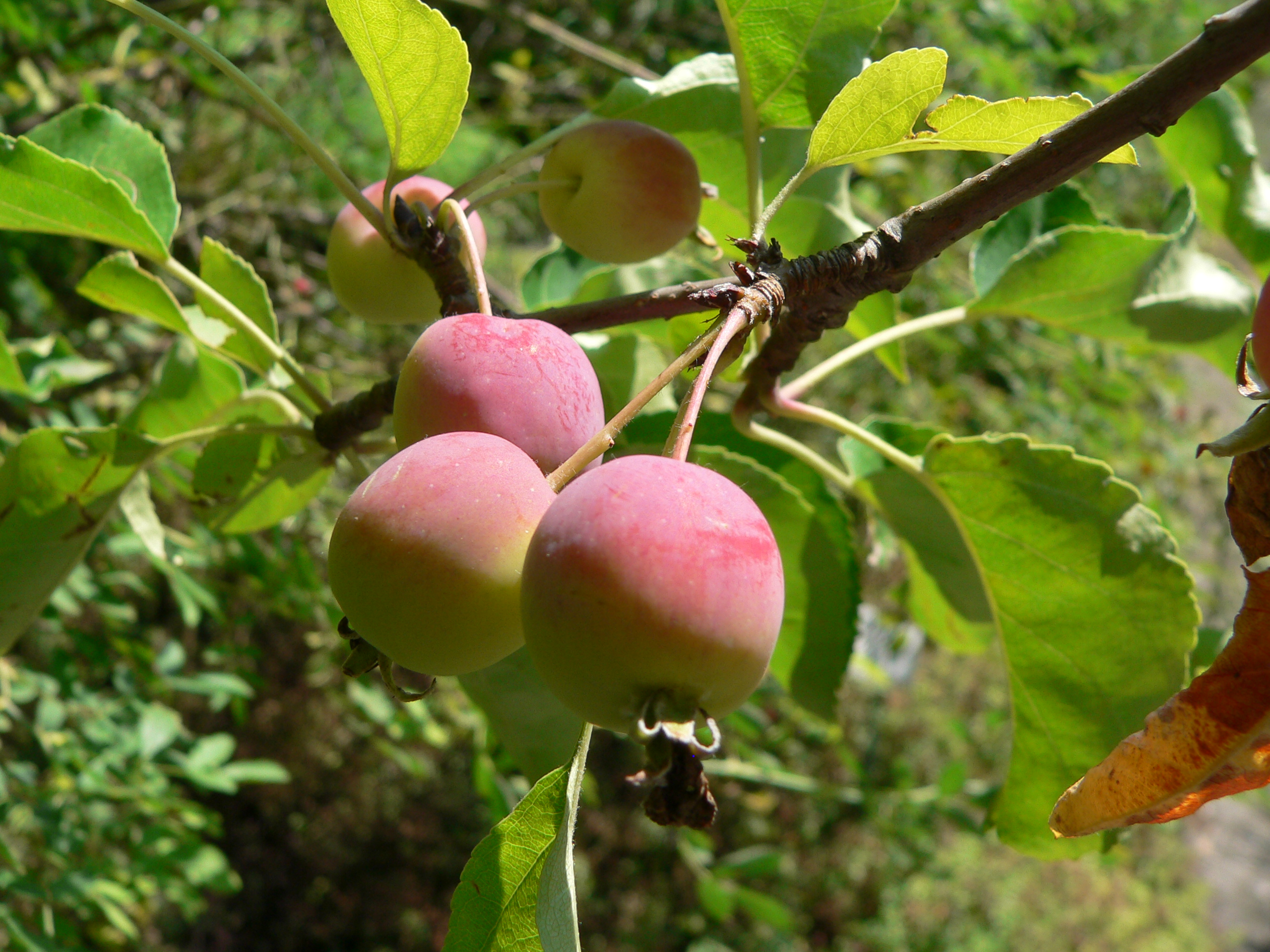
Плоди

Яблуня сливолиста (Malus prunifolia) — вид плодових дерев роду яблуня (Malus) родини розові (Rosaceae). Родом з північно-східної Азії.

## Морфологія
Висота дерева досягає 10 метрів. Листя яйцеподібне або еліптичне, гостропилчасте, голе. Квіти великі, білого кольору. Плоди дрібні, до 2 см в діаметрі, червоного або жовтого забарвлення, округлої або злегка овальної форми, досить довго зберігаються на дереві. Дерева стійкі проти морозу.